# Rosularia pilosa
Rosularia pilosa là một loài thực vật có hoa trong họ Crassulaceae. Loài này được (Fischer ex M. Bieberstein) Borissova miêu tả khoa học đầu tiên năm 1939.